# Baarìa
Baarìa è un film del 2009 scritto e diretto da Giuseppe Tornatore. 
Ambientato a Bagheria, città natale del regista, il film assembla la commedia e il dramma storico, dipingendo un affresco della storia italiana dal dopoguerra fino ai giorni nostri attraverso le vicissitudini di una famiglia siciliana. 
Il film ha inaugurato la 66ª Mostra internazionale d'arte cinematografica di Venezia il 2 settembre ed è stato distribuito nelle sale cinematografiche italiane a partire dal 25 settembre 2009. Il 26 settembre 2009 la pellicola è stata proiettata presso il Museo delle tradizioni e arti contadine di Picciano in presenza del regista Tornatore e del maestro Ennio Morricone, autore della colonna sonora. In tale occasione l'amministrazione comunale di Picciano ha conferito la cittadinanza onoraria ai due artisti.
Il 15 dicembre viene annunciata la sua candidatura al Golden Globe 2010 come miglior film straniero, dove ottiene la nomination, mentre il Golden Globe è assegnato a Il nastro bianco di Michael Haneke. Il film non supera invece le preselezioni per la candidatura agli Oscar per la categoria film straniero. Il film ha ottenuto 14 candidature ai David di Donatello 2010, conquistando il David giovani e il premio per la colonna sonora, l'ottavo David di Donatello per il miglior musicista vinto da Ennio Morricone. È stato premiato ai Nastri d'argento 2010 con il Nastro dell'anno, come film che rappresenta nella sua eccezionalità il "caso" artistico e produttivo dell'annata.

## Trama
Nell'epoca fascista (anni trenta), a Bagheria (detta "Baarìa" in lingua siciliana), una cittadina nella provincia palermitana, il piccolo Peppino Torrenuova vive assieme al padre Cicco, antifascista, e il fratello Nino: a causa delle precarie condizioni economiche della propria famiglia, Peppino dapprima inizia a lavorare come bracciante e poi come aiutante di un pastore, sviluppando ben presto un carattere ribelle, avverso al regime fascista e ai padroni. Successivamente, approfittando degli sconvolgimenti della Seconda Guerra Mondiale, dove il fratello è chiamato alle armi, il ragazzo riesce ad introdursi furtivamente in una banca, impossessarsi dei soldi e acquistare del bestiame per sollevare il reddito famigliare. Dopo la guerra, Peppino consolida una coscienza politica e si avvicina sempre di più alle idee del Partito Comunista (causandosi parecchie antipatie) fino a diventare un convinto attivista e venire "etichettato" politicamente all'interno del paese. Ventenne, s’innamora follemente della bellissima Mannina, che la famiglia di lei non vuole concedergli in moglie perché indigente e fin troppo vicino alle idee comuniste. I due giovani, però, riescono a coronare il loro amore con una "fuitina" in mezzo alla campagna siciliana, che li porta a sposarsi e hanno 4 figli: il primo figlio nato morto e gli altri di nome Ciccio, Sarina e Pietro. Col passare degli anni, Peppino assiste ai principali eventi del secondo dopoguerra italiano: il referendum per la forma di Stato, la strage di Portella della Ginestra, la riforma agraria del 1950, l'arrivo della televisione e i conflitti sociali e politici che hanno luogo in Italia dagli anni sessanta in poi. Tra questi avvenimenti si dipanano le vicende della famiglia Torrenuova, tra la difficile maturazione politica di Peppino, il rapporto tra i genitori e i figli, fino al surreale finale: un giovane Peppino si risveglia confuso nella sua scuola elementare, incapace di capire se ha sognato o meno. Uscendo dall'edificio, si ritrova nella Bagheria contemporanea e, mentre percorre le strade del paese, profondamente cambiato, incrocia un altro bambino, a cui passa idealmente il "testimone" della vita.

## Finale
Come molti altri film, il finale di Baarìa va letto sul piano simbolico: Peppino saluta suo figlio, ritorna bambino e il suo percorso s'intreccia con quello di un altro bambino, pronto a scoprire il mondo, curioso, pieno di vita e pronto a vivere la sua epoca, tra speranze, amori, ideali, lotte, ma alla fine ritrovandosi anch'egli, proprio come Peppino, ad essere più disilluso rispetto al passato, meno confidente nell'avvenire. Il perno centrale del film, oltre ad essere un resoconto della memoria storica e dei ricordi personali, è il progresso nel suo complesso; di azioni e di visioni è costituita la linea del tempo, che porta se stessa a evolversi continuamente, rendendo gli esseri umani attori e allo stesso tempo stupiti spettatori, pronti a credere all’incredibile (proprio come accade davanti al grande schermo che proietta un film).

## Lato autobiografico
Il film è dichiaratamente autobiografico, riprendendo i ricordi del regista e mescolandoli alla memoria storica degli italiani: il risultato è un'esposizione sospesa tra la rievocazione nostalgica del passato e l'attualità delle tematiche trattate. Un amarcord tanto personale quanto universale. Nel protagonista narrativo del film, Peppino Torrenuova, si rivede il padre del regista, l'attivista politico comunista Peppino Tornatore, nel figlio di quest'ultimo, invece, il regista stesso, che come il suo alter-ego è un appassionato di cinema e fotografia. A parte i riferimenti personali alla vita di Tornatore, il lato autobiografico ha il suo culmine nel racconto di Bagheria, ossia la protagonista morale della storia, tra le sue vicende, anche quelle più irrilevanti, ma che se guardate nell'integrità della trama rappresentano punti fondamentali per capire i modi e le abitudini degli italiani (e in particolare, ovviamente, dei bagheresi) del passato ma anche del presente, ricollegandosi in tal modo al dualismo "documentarista" e personale della storia.
(Giuseppe Tornatore in un'intervista)

## Produzione
Il film fu annunciato all'edizione 2007 del Taormina Film Festival.
Le principali ambientazioni furono filmate nel comune di Bagheria, in provincia di Palermo. Altre scene vennero girate in vari set in Tunisia, ricostruendo l'antica Bagheria vicino a un sobborgo di Tunisi.
Il film, a causa dell'uso costante del siciliano nella variante bagherese nei dialoghi, è stato doppiato in italiano (con inflessione siciliana) dagli stessi attori, per evitare l'aggiunta dei sottotitoli al di fuori della Sicilia.

## Accoglienza

### Incassi
La pellicola fu venduta in 157 paesi. Incassò al botteghino in Italia 10525000 € e ca. 16 milioni in tutto il mondo compresa l'Italia, non riuscendo però a coprire i 28 milioni di euro (con contributo pubblico) che costò la sua produzione.

## Controversie

### Animalisti
Alcune critiche hanno coinvolto la proiezione del film a livello nazionale per alcuni fotogrammi mostranti lo stordimento e l'uccisione di un bovino tramite dissanguamento. La scena venne ripresa dal vivo, senza effetti speciali, in un macello tunisino; in Italia tale gesto avrebbe costituito un reato di maltrattamento animale secondo la legislazione vigente.
In particolare, sono state accese le critiche mosse dalla Lega anti vivisezione e, successivamente, dall'ENPA; quest'ultima ha presentato una denuncia penale alla Procura della Repubblica di Roma con riferimento alla violazione degli articoli 544 bis e ter (Legge 20 luglio 2004, n. 189) del Codice penale italiano, richiedendo il ritiro immediato della pellicola. Mariano Buratti, avvocato per conto dell'ENPA, ha dichiarato che qualora si fosse ritenuto di girare la scena in Tunisia per evitare sanzioni penali in Italia, previa istanza al Ministro della Giustizia italiano, il procedimento penale sarebbe comunque potuto radicarsi in Italia; in Tunisia gli usi locali di macellazione, come in tutti gli ambiti islamici e ebraici, prevedono ancora tale pratica, scomparsa invece, salvo deroghe, in Italia. Lo stesso ENPA ha iniziato una campagna di boicottaggio contro la visione del film e contro la nomination ai Premi Oscar 2010.
In risposta a queste critiche il regista Giuseppe Tornatore ha replicato che la ripresa della macellazione non si è svolta in Tunisia per aggirare le leggi italiane, bensì perché anche buona parte del resto della pellicola è stata girata lì. Egli inoltre ha affermato: "siamo entrati in un vecchio mattatoio, abbiamo ripreso quei pochi secondi, proprio come se fosse un documentario, e le abbiamo inserite nel film"; la scena, ripresa in un macello del luogo introducendo delle comparse, sarebbe quindi assimilabile a quella di un documentario, in quanto viene ripresa un'azione eseguita regolarmente, di prassi. Lo stesso regista ha dichiarato di essere stato convocato dal giudice per tali accuse ed assolto.

### Produzione e incassi
Sul film vi sono state diverse critiche relative alla produzione, per parte da Medusa. Silvio Berlusconi, proprietario al tempo della realizzazione del film della casa produttrice, dichiarò la sera antecedente alla prima proiezione alla Mostra di Venezia che Baarìa fosse un capolavoro; tale giudizio non fu ben preso da una parte della critica, la quale prese aspre posizioni nei confronti del film, tra le quali l'accusa - definita non vera dal regista - di non parlare in esso ovviamente (...) di mafia. Un'altra critica al film fu rivolta agli incassi, ritenendo che il film fosse andato male: circolò la leggenda che siccome era costato troppo, racconta Tornatore, non c'erano soldi per finanziare i film di altri registi, molti dei quali troncarono i rapporti con lui. A fronte di un budget stimato di 28 milioni di dollari, il film ha incassato solo in Italia circa 10 milioni di euro.

### Plagio
Nell'agosto del 2010, Giovanni Sapia, autore del libro Il romanzo del casale, accusa Tornatore di plagio; il regista ha prontamente negato le accuse minacciando una querela per diffamazione, atteso che Baarìa è la trasposizione cinematografica della storia di tre generazioni della famiglia Tornatore. Il 4 marzo del 2011 Sapia ha promosso dinanzi il Tribunale Civile di Roma, un procedimento di Accertamento Tecnico Preventivo, con richiesta di nomina di un consulente per l'accertamento della sussistenza del plagio. La prima udienza si è svolta il 18 aprile 2011. Il ricorso (R.G. 8948/2011) è stato, quindi, respinto dal Tribunale con provvedimento del 10 maggio 2011 (Giudice Contillo, Sezione VII).

## Colonna sonora
Il 25 settembre 2009 è stata pubblicata la colonna sonora del film, intitolata Baarìa, composta da Ennio Morricone, storico autore delle musiche di tutte le pellicole di Tornatore da Nuovo Cinema Paradiso in poi; è stata prodotta e distribuita da RTI.  Le musiche della colonna sonora di Baaria sono state eseguite dall'orchestra Roma Sinfonietta (con l'organo della Basilica di Santa Maria degli Angeli e dei Martiri di Roma), composta da: Giorgio Carmini (organo), Gianni Perilli (ciaramella), Vincenzo Castellana (tamburo a cornice, friscalettu), Michele Piccione (zampogna, marranzano), Franco Ferranti (clarinetto) e Bruno Battisti D'Amario (chitarra classica).
I brani Baarìa ed Oltre sono eseguiti dalla Banda musicale dell'Arma dei Carabinieri, diretta da Ennio Morricone. Le voci dei carrettieri sono tratte dal CD Canzuna a la carrittera (etichetta Fonti Musicali, FMG 230), eseguite da I cantori di Bagheria.

### Tracce
1. Sinfonia per Baarìa
2. Ribellione
3. Baarìa
4. Il corpo e la terra
5. Lo zoppo
6. Brindisi
7. Un gioco sereno
8. La visita
9. Un fiscaletto
10. Racconto di una vita
11. La terra
12. Verdiano
13. Baarìa
14. Oltre
15. Prima e dopo
16. I mostri
17. L'allegro virtuoso di zampogna
18. A passeggio nel corso
19. Il vento, il mare, i silenzi

## Riconoscimenti
Il film ha ottenuto diverse candidature ma pochi riconoscimenti. Secondo il regista, il mancato riconoscimento agli Oscar fu causato dall'uscita di un articolo in cui il presidente di Medusa, Carlo Rossella, parlando del meccanismo di Hollywood, dipinse i votanti come gente anziana, pensionati.
- 2010 - Golden Globe
  - Candidatura Miglior film straniero (Italia/Tunisia)
- 2010 - David di Donatello
  - Miglior colonna sonora a Ennio Morricone
  - David Giovani a Giuseppe Tornatore
  - Candidatura Miglior film
  - Candidatura Miglior regista a Giuseppe Tornatore
  - Candidatura Miglior produttore a Giampaolo Letta e Mario Spedaletti
  - Candidatura Miglior attore non protagonista a Il complesso degli attori non protagonisti
  - Candidatura Migliore fotografia a Enrico Lucidi
  - Candidatura Migliore scenografia a Maurizio Sabatini
  - Candidatura Migliori costumi a Luigi Bonanno
  - Candidatura Miglior trucco a Gino Zamprioli
  - Candidatura Migliori acconciature a Giusy Bovino
  - Candidatura Miglior montaggio a Massimo Quaglia
  - Candidatura Miglior fonico di presa diretta a Faouzi Thabet
  - Candidatura Migliori effetti speciali visivi a Mario Zanot
- 2010 - Nastro d'argento
  - Nastro dell'anno a Giuseppe Tornatore
- 2010 - Globo d'oro
  - Miglior regista a Giuseppe Tornatore
  - Miglior musica a Ennio Morricone
  - Candidatura Migliore sceneggiatura a Giuseppe Tornatore
  - Candidatura Miglior fotografia a Enrico Lucidi
- 2010 - Ciak d'oro
  - Migliore scenografia a Maurizio Sabatini[22]
- 2009 - Mostra Internazionale d'Arte Cinematografica di Venezia
  - Premio Pasinetti (SNGCI) a Giuseppe Tornatore
  - Candidatura Leone d'oro a Giuseppe Tornatore
- 2010 - European Film Awards
  - Candidatura Premio del pubblico (Italia)
- 2010 - Premio Flaiano
  - Miglior fotografia a Enrico Lucidi
  - Migliore colonna sonora a Ennio Morricone
  - Miglior montaggio a Massimo Quaglia
  - Migliori effetti speciali a Mario Zanot